# Эс-Самава
Эс-Самава (араб. السماوة‎) — город, административный центр мухафазы Мутанна в южной части Ирака.

## Географическое положение
Эс-Самава расположен в северной части мухафазы Мутанна, на обоих берегах реки Евфрат, через которую проложены четыре моста. Город находится в 280 км к юго-востоку от Багдада, между столицей и главным портовым городом страны — Басрой, что определяет его важное стратегическое значение.

## История
Эс-Самава основан приблизительно в III веке н. э. племенем Куда'а, входившим в состав древнего царства Химьяр, существовавшего около 110 до н. э. — 599 г. на юге Аравийского полуострова. Племя Куда’а ранее находилось на территории Йемена, но впоследствии покинуло его и поселилось на границе Ирака, в полупустыне Самауа.
Город построен на обоих берегах реки Евфрат и соединен четырьмя мостами в центре. Западный берег — коммерческое сердце города, включающее в себя старый город и еврейский квартал, agd al yahood. Здесь находится крытый рынок Suq Al Masgoof, построенный во времена Османской империи. Старый город уходит корнями в византийский период и представляет собой лабиринт многолюдных улиц и рынки.

### 1932—2003
В 1964 году жители Самавы получили известность за спасение более 1000 политических заключенных-членов Иракской коммунистической партии, которые были отправлены в «Поезде смерти» (qutar al maut) из Багдада в тюрьму Nigret Al Salman, в условиях 50-градусной жары. Поезд был атакован жителями города на железнодорожном вокзале, обезвоженных заключенных освободили из вагонов, поливали водой и кормили. Более 100 заключенных к тому времени уже погибло.
В 1965 году численность населения города составляла 33,5 тыс. человек.
В 1975 году город стал административным центром мухафазы Мутанна, в это время он являлся торговым центром сельскохозяйственного района, в котором действовали построенный в 1955 году цементный завод и железнодорожная станция.
В 1977 году в городе был введён в эксплуатацию небольшой нефтеперерабатывающий завод.
В 1980е годы в городе была построена больница на 400 коек.
После введения в начале 1990х годов санкций против Ирака положение города ухудшилось.

### С 2003 года

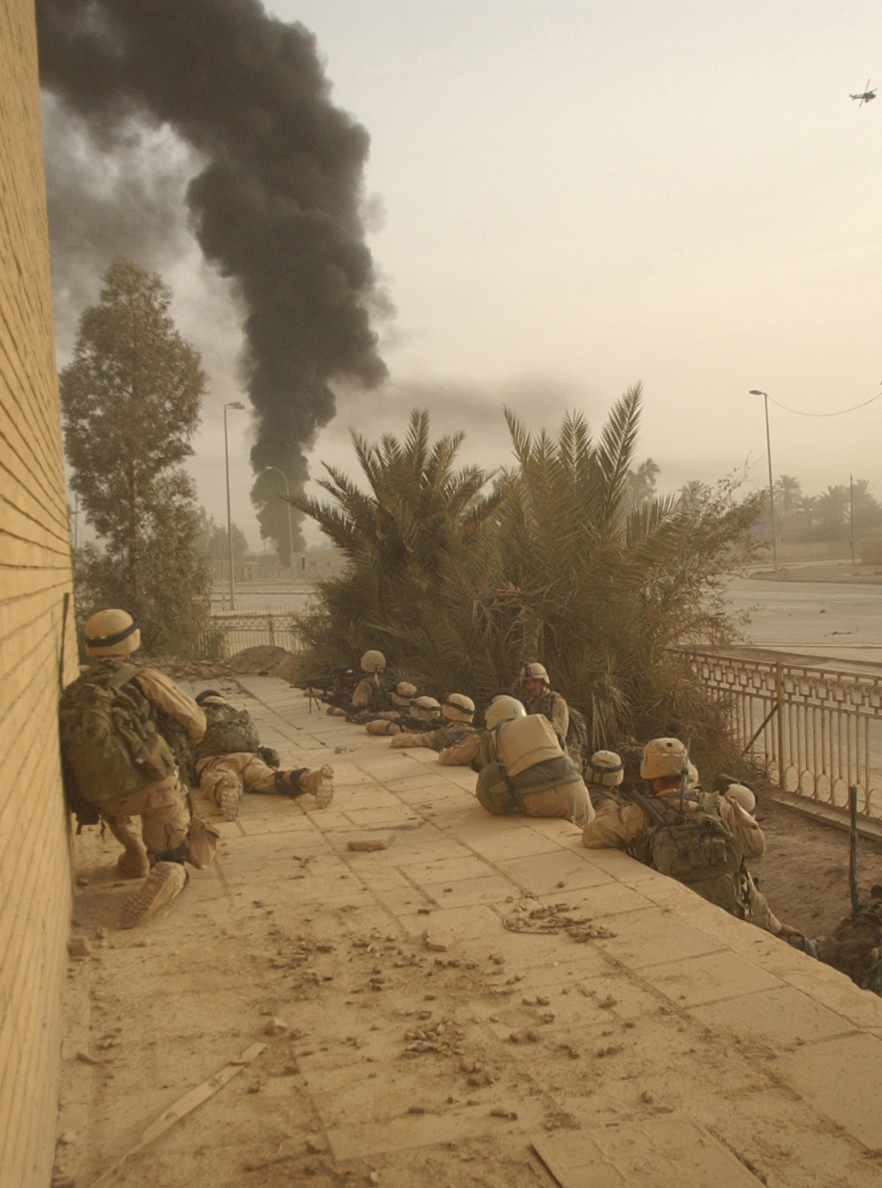
солдаты США наблюдают, как горит штаб иракского военизированного формирования в Самаве (4 апреля 2003)

В ходе вторжения коалиционных сил в Ирак 22 марта 2003 года наступавшие на Багдад части 82-й воздушно-десантной и 1-й бронетанковой дивизий США вышли к городу.
30 марта — 4 апреля 2003 года имело место сражение за город, в ходе которого в городе погибли свыше 100 человек гражданского населения.
В августе 2003 года управление городом было передано голландским войскам, а в октябре 2004 года — британской армии.
В январе 2004 года город стал местом постоянной дислокации японского военного контингента (который находился здесь до середины июля 2006 года). Также, в январе 2004 года правительство Японии выделило финансирование на ремонт городской больницы и подарило городу несколько машин скорой помощи.
В начале февраля 2005 года в результате ночного нападения был захвачен городской полицейский участок, один иракский полицейский был убит, ещё два получили ранения. После этого, в течение 2005 года Япония передавала оборудование для местного полицейского управления.
В мае 2005 года военная группировка MNF-I здесь была усилена за счёт подразделения из 450 военнослужащих австралийской армии (которые были размещены на бывшей голландской военной базе «Camp Smitty» за окраиной города).
12 мая 2005 года по базе японского контингента были выпущены три снаряда.
Летом 2005 года возобновил работу нефтеперерабатывающий завод мощностью 20 тыс. баррелей в сутки (не работавший с 1991 года).
В феврале 2006 года при финансовой помощи Японии в городе началось строительство тепловой электростанции мощностью 60 МВт (в декабре 2008 года ТЭС передали иракским властям, и в это время она производила около трети электроэнергии в мухафазе Мутанна).
После того, как в марте 2006 года в Багдаде начались сопровождающиеся убийствами столкновения между суннитами и шиитами, в город прибыло 750 беженцев из столицы.
14 июля 2006 года город официально передали под контроль иракских властей, после чего началась передислокация находившегося в городе австралийского контингента на авиабазу Али в районе города Насирия.
26 июля 2006 года на окраине города обстреляли австралийский военный патруль.
30 июля 2006 года военная база «Camp Smitty» была передана иракским властям для дальнейшего использования в качестве военной базы иракской армии (но так как власти провинции не обеспечили её охрану, в течение месяца она была в значительной степени разграблена).
В августе 2006 года японская общественная организация выделила деньги на строительство в городе приюта для детей-сирот (а также оплатила лечение одного ребенка в Японии).
1 декабря 2006 года имела место попытка освобождения арестованных из городской тюрьмы, в ходе которой были убиты три человека, в дальнейшем обстановка в городе осложнилась. После переговоров с участием гражданских чиновников, руководства полиции и командиров местных шиитских ополченческих формирований 3 декабря 2006 года было объявлено о достижении соглашения о прекращении огня. Но вскоре обстановка в городе ухудшилась, и на блок-постах полиции у мечетей начались столкновения с полицией. Полиция арестовала 30 человек из шиитских ополченческих формирований, после чего командование шиитского ополчения потребовало их освобождения. 24 декабря 2006 года в городе начались перестрелки, в ходе которых были убиты 9 человек (4 из которых являлись сотрудниками полиции).
18 февраля 2007 в городе было совершено нападение на начальника полиции города, взрывом заложенной на обочине дороги мины были ранены 4 его телохранителя.
18 ноября 2007 года солдаты США расстреляли в городе автомашину с гражданскими лицами (два человека погибли, ещё четыре были ранены). Военное командование США признало инцидент и принесло извинения.
В феврале 2011 года на находившемся в городе нефтезаводе начался пожар, после которого он прекратил работу.
13 октября 2013 года в городе взорвались две автомашины со взрывчаткой, в результате погибли 4 и были ранены ещё 13 человек.
В сентябре 2015 года в городе была зафиксирована вспышка холеры.
30 апреля 2016 года в городе взорвались две автомашины со взрывчаткой, в результате погиб 31 и были ранены ещё не менее 52 человек.
В июле 2018 года в городе имели место волнения населения, в столкновении с правительственными силами погибли два человека.

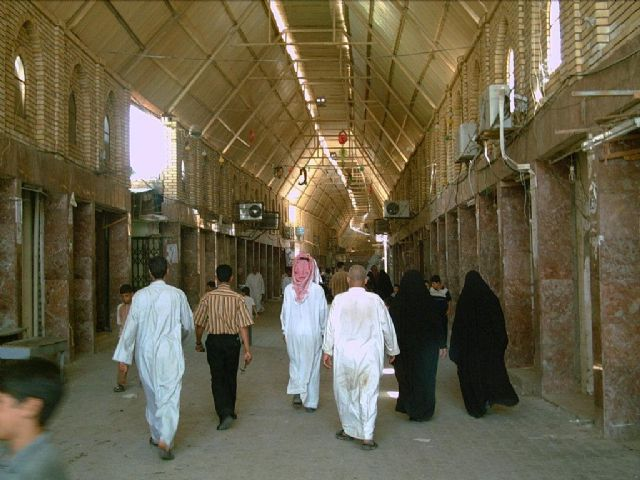
Рынок Suq Al Masgoof (июль 2006)

## Современное состояние
Самаву окружают сотни пальмовых рощ, особенно в южных и северных пригородах. Рощи обеспечивают прохладу в условиях жаркого тропического климата.
Восточная сторона города имеет более современный вид и включает ряд домов, построенных в 1970—1980-х годах, стадион, а также технический и политехнический колледжи и Qushla — исторические «османские казармы».

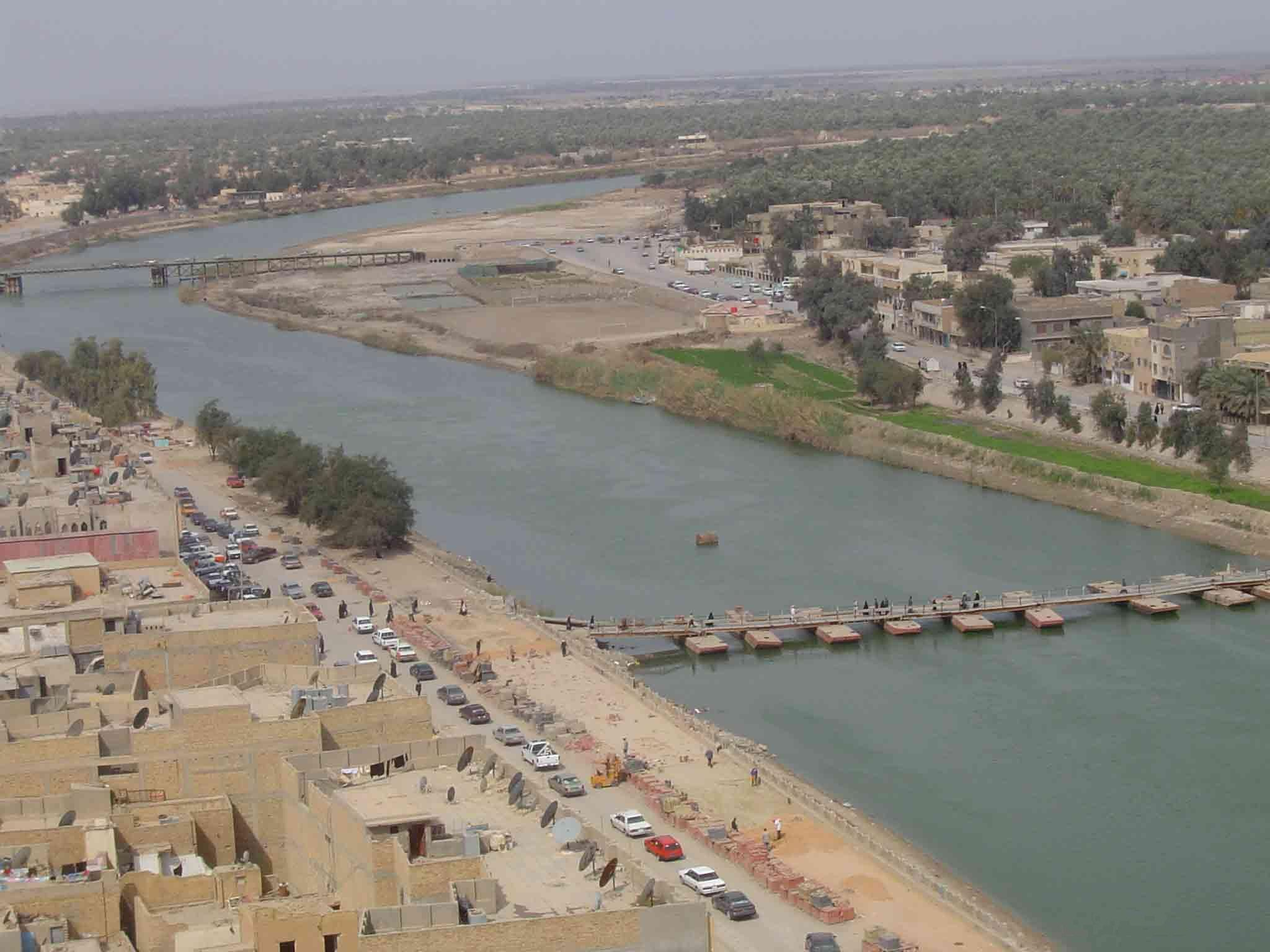
Вид города (2006)

Уровень безработицы в городе высок, хотя развиваются сельское хозяйство и добывающая промышленность.

## Население
На 1 декабря 2005 года население города оценивали в 250 тыс. жителей.
Город в основном населен шиитами. Ранее в городе проживали евреи, но в 1940—1950-х годах они, преследуемые арабскими националистами, в большинстве своём покинули город. Ныне в городе сохраняется небольшая диаспора ассирийских христиан.

## Экономика

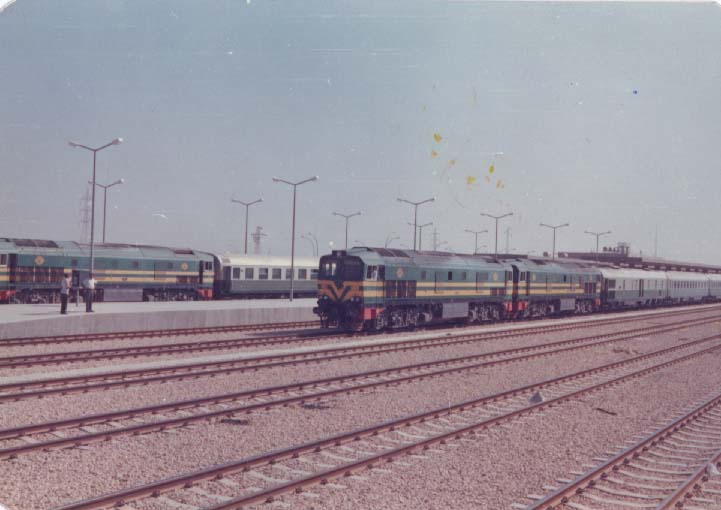
Железнодорожная станция Самавы (15 июля 2006)

В 1970-е годы в Самаве были построены крупнейшие цементные заводы на Ближнем Востоке с общей производственной мощностью 2,85 млн тонн в год. Ныне они, кроме Южного цементного завода, бездействуют. Пять новых цементных заводов с мощностью 9 млн тонн в год строятся на окраине города, они обеспечат занятость для нескольких тысяч квалифицированных и неквалифицированных работников, а также дадут 45 % общего объема потребностей Ирака в цементе[уточнить].
В ходе боевых действий 2003 года городу удалось сохранить промышленный и сельскохозяйственный секторы.
В городе находится железнодорожная сортировочная станция на линии Багдад — Басра с ремонтными мастерскими.
Также на окраинах города работают предприятия по производству кирпича и изготовлению ковров.
В окрестностях города выращивают финики, пшеница, ячмень, цитрусы, томаты. Также в окрестностях города произрастают редкие дикие трюфели.
Bahr al Milh, или Соленое море, расположено в 20 км к юго-западу от Самавы и является основным источником промышленных солей в Ираке.

## Объекты социальной инфраструктуры
- городская больница[6][12]
- детская больница[12] на 260 мест (единственная на территории провинции)[36]
- школа для девочек[7]
- футбольный стадион[37], на котором проводит домашние матчи местная футбольная команда Самава.

## Памятники и достопримечательности
Самая известная достопримечательность Самавы — руины древнего шумерского города Урука, которые восходят к 4000 г. до н. э.
Сарай на восточном берегу реки, построенный во времена Османской империи.
В 25 км к северу от центра города — большое соленое озеро под названием Сава, рядом с которым находится туристический лагерь, ныне пришедший в упадок. Озеро не имеет очевидного источника, а вода в нём чрезвычайно соленая, живые организмы в ней не выживают. Уникальной особенностью озера является то, что уровень воды в нём выше уровня земли.

## Известные уроженцы
- Халид аль-Маали (Khalid al-Maaly) — арабский писатель, поэт и публицист.
- Аль-Самави Яхья (Yahia al-Samawy) — известный поэт иракского происхождения, живущий в Австралии
- Аль-Мутанабби (Al-Mutanabbi) — один из самых выдающихся арабских поэтов
- Шакер Хасан аль-Саид (Shaker Hasan al Said) — художник, один из первых представителей современного иракского искусства, соучредитель «Багдадской группы» современного искусства